# Processor Technology SOL - 10
Processor Technology Corp SOL - 10 (SOL - 10 / 20) је био професионални рачунар фирме Processor Technology Corp који је почео да се производи у САД од 1976. године.
Користио је Intel 8080A као микропроцесор. РАМ меморија рачунара је имала капацитет од 8k, 16k или 32k (до 48 KB). 
Као оперативни систем кориштен је CONSOL OS.

## Детаљни подаци
Детаљнији подаци о рачунару SOL - 10 су дати у табели испод.
|                       |                            |
| [ 1 ]                 |                            |
| Произвођач            |                            |
| Тип                   | професионални рачунар      |
| Меморија              | 8k, 16k или 32k (до 48 KB) |
| Поријекло             | Сједињене Америчке Државе  |
| Година                | 1976                       |
| Тастатура             | тастатура                  |
| Процесор              |                            |
| Фреквенција процесора |                            |
| RAM                   | 8k, 16k или 32k (до 48 KB) |
| ROM                   | 1 KB                       |
| Текст                 | 64 x 16                    |
| Графика               | Нема                       |
| Боја                  | непознато                  |
| Звук                  | непознато                  |
| Димензије             | 55 (121 фунти)             |
| Портови               |                            |
| Оперативни систем     |                            |